# 艾曼紐爾·柏普爾
艾曼紐爾·艾度基亞耶·柏普爾（Emmanuel Addoquaye Pappoe，1981年3月3日—），加納足球運動員，司職後衛。

## 生涯
2007年夏天，在加盟拉亞拿卡前，他曾在以色列踢了四個球季，包括亞實突（2003-05）和法萨巴夏普尔（2005-07）兩間球會。

## 國際賽生涯
柏普爾曾替國家隊出席2004年奧運會，在分組賽中獲得第三名，他在場中辛勤工作使他得到了國家隊的徵召，首次亮相於2002年10月19日對塞拉利昂的賽事。
他亦替球隊出席2006年世界杯，在那裡他曾在四場比賽中兩度出場，最後在16強敗給巴西。

## 榮譽
世青盃亞軍:2001

## 連結
- 2006 World Cup Profile
- One.co.il profile and stats[永久] （希伯来文）
- Player Profile on national-football-teams.com （页面存档备份，存于）